# Liste der Baudenkmäler in Mörsenbroich
Die Liste der Baudenkmäler in Mörsenbroich enthält die denkmalgeschützten Bauwerke auf dem Gebiet von Düsseldorf-Mörsenbroich, Stadtbezirk 6, in Nordrhein-Westfalen. Diese Baudenkmäler sind in der Denkmalliste der Stadt Düsseldorf eingetragen; Grundlage für die Aufnahme ist das Denkmalschutzgesetz Nordrhein-Westfalen (DSchG NRW).

## Baudenkmäler
| Bild                            | Bezeichnung                             | Lage                                                      | Beschreibung | Bauzeit   | Eingetragen seit  | Denkmal- nummer |
| ------------------------------- | --------------------------------------- | --------------------------------------------------------- | ------------ | --------- | ----------------- | --------------- |
| weitere Bilder                  | Heinrich-Heine-Gesamtschule             | Graf-Recke-Straße 170 Karte                               |              | 1956–1958 | 9. Juni 2008      | A 1574          |
| weitere Bilder                  | Ehemaliges ARAG-Hauptverwaltungsgebäude | Heinrichstraße 155 Karte                                  |              | 1954–1955 | 12. November 1990 | A 1222          |
| weitere Bilder                  | St. Franziskus Xaverius                 | Mörsenbroicher Weg 2, 4, 6 Karte                          |              | 1928–1929 | 14. Juni 1994     | A 1317          |
|                                 |                                         | Mörsenbroicher Weg 114 Karte                              |              | 1926      | 16. Oktober 2002  | A 1510          |
|                                 |                                         | Mörsenbroicher Weg 186 Karte                              |              | 1896      | 26. August 2009   | A 1590          |
| Vogelsanger Weg 49 (Düsseldorf) | Vogelsanger Weg 49 (Düsseldorf)         | Vogelsanger Weg 49 mit Lagerhallen und Gartenanlage Karte |              | 1985–1986 | 17. Januar 2005   | A 1539          |